# Dellingr
Dellingr je ime jednog boga iz nordijske mitologije. Njegovo bi ime moglo značiti „zora” ili „svjetleći”. Spomenut je i u Starijoj i u Mlađoj Eddi. Prema teorijama, Dellingr je možda personifikacija zore te je od njegovog imena izvedeno englesko prezime Dallinger. Jacob Grimm je zapisao da je drugi oblik Dellingrova imena Deglingr.

## Mitologija
U Starijoj Eddi, Dellingr je spomenut u Vafþrúðnismálu i u Hávamálu. Div Vafþrúðnir je u Vafþrúðnismálu spomenuo Dellingra kao oca Dagra, personifikacije dana, dok se u Hávamálu spominje fraza „vrata Dellingrova”.
Dellingr je u Mlađoj Eddi spomenut u Gylfaginningu kao otac Dagra. U nekim rukopisima Gylfaginninga, Dellingrova supruga — Dagrova majka — je Nótt („noć”), ali je u najstarijem sačuvanom rukopisu Dellingrova supruga Jörð (Zemlja).